# Socoí-amarelo
Garçote-de-dorso-listado ou socoí-amarelo (Ixobrychus involucris) é uma espécie de socó encontrado nas Guianas, na Venezuela e na Colômbia, em várias regiões do Brasil, do Uruguai, do Paraguai e da Argentina. Tal espécie chega  a medir até 33 cm de comprimento, possuindo plumagem amarela ferrugínea com vértice e dorso estriados de negro. Também é conhecido simplesmente por socoí.